# Zachariaspolder 1e deel
De Zachariaspolder 1e deel is een polder ten noorden van IJzendijke, behorende tot de Polders rond Biervliet.
Het betreft een inpoldering van de IJzendijkse schorren, die ten noorden van de in 1700 aangelegde Nieuwe Dijk lagen. Daartoe werd de Manteaudijk, die reeds ten noorden van de Manteaupolder lag, verder doorgetrokken, waarmee een deel van het Jonkvrouwengat kon worden ingepolderd (tegenwoordig heet deze dijk: Grote Put). Dit geschiedde in 1740 en hiermee ontstond een polder van 229 ha.
De polder is genoemd naar Zacharias Paspoort, die in 1691 penningmeester van de Helenapolder was. Overigens was Willem Schorer een van de initiatiefnemers tot indijking.
In deze polder vindt men de boerderijen Mauritshof (tegenwoordig vergadercentrum), Le Paradis en Schorersgraf, welke laatste vlak bij het Schorersgraf ligt. In het zuiden van de polder ligt het natuurgebiedje Bunkerbos, wat aansluit op de resten van de vestingwerken van IJzendijke. In het noorden van de polder ligt een wiel, Groote Put genaamd.
De polder wordt begrensd door de Mauritsweg, de Oranjedijk, de Grote Put, de Pietersdijk, de Schorerweg en de Nieuwe Dijk.